# Silvia Hebel
Silvia Hebel ist eine deutsche Filmeditorin. Sie zeichnete vor allem im Bereich Fernsehen, u. a. für mehrere Folgen von Polizeiruf 110, sowie bei dem fürs Kino produzierten Spielfilm Ich und Christine für den Schnitt verantwortlich.

## Filmografie
- 1972–1998: Polizeiruf 110 (Fernsehreihe)
  - 1972: Blütenstaub
  - 1972: Das Haus an der Bahn
  - 1972: Der Tote im Fließ
  - 1973: Der Ring mit dem blauen Saphir
  - 1973: Eine Madonna zuviel
  - 1973:  Gesichter im Zwielicht
  - 1974: Konzert für einen Außenseiter
  - 1977: Alibi für eine Nacht
  - 1980: Zeuge gesucht
  - 1986: Das habe ich nicht gewollt
  - 1989: Drei Flaschen Tokaier
  - 1993: ...und tot bist du
  - 1994: Keine Liebe, kein Leben
  - 1995: Bruder Lustig
  - 1998: Todsicher
- 1974: Das Schilfrohr
- 1976: Daniel Druskat (Fernseh-Fünfteiler)
- 1977: Das Herz der Dinge
- 1978: Stine
- 1978: Jugendweihe
- 1979: Tull
- 1980: Guten Morgen, Du Schöne: Rosi
- 1980: Guten Morgen, Du Schöne: Ute
- 1980: Guten Morgen, Du Schöne: Julia
- 1981: Meschkas Enkel
- 1983–1987: Der Staatsanwalt hat das Wort (Fernsehreihe)
  - 1983:  Ein gefährlicher Fund
  - 1983: Alles auf einmal
  - 1986: Ein feiner Dreh
  - 1987: Unbefleckte Empfängnis
  - 1987: Getrennte Wege
- 1992: Ich und Christine
- 1995: Feindbilder
- 1996: Hotel Shanghai
- 2000: Die Wüstenrose (Fernseh-Zweiteiler)